# Vredenburg (Zuid-Afrika)
Vredenburg is een stad met 38.000 inwoners in de regio West-Kaap in Zuid-Afrika. De plaats is gelegen in de fusiegemeente Saldanhabaai.

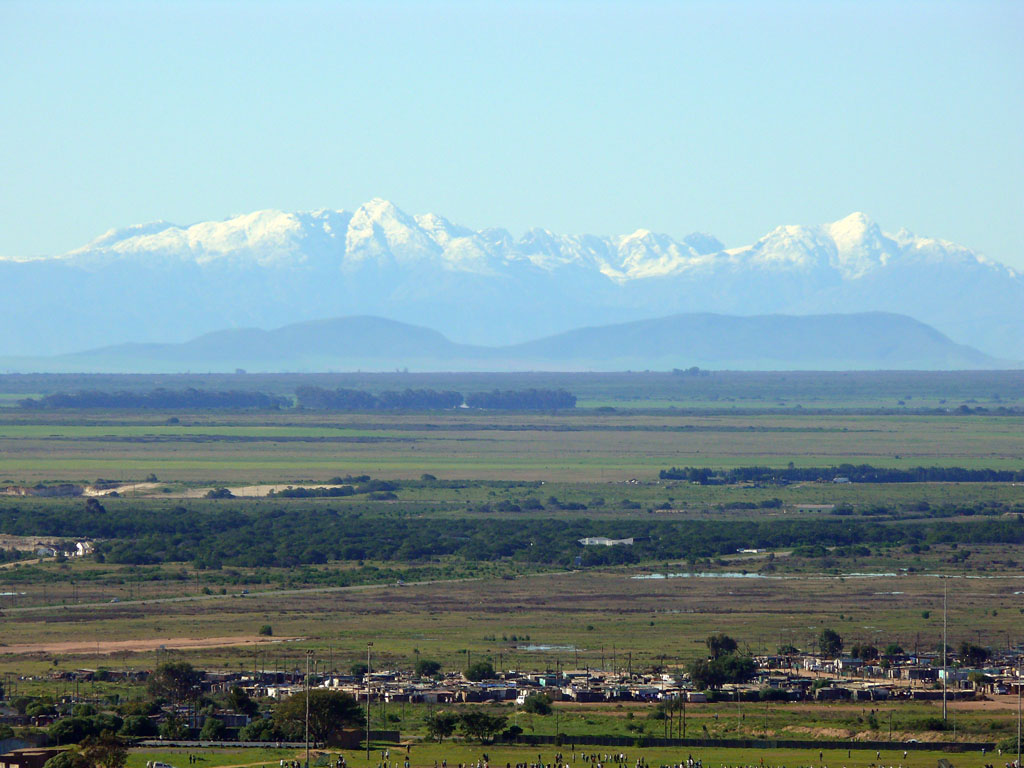
Uitzicht vanaf Vredenburg op de bergen van Swartland (juli 2008)

## Subplaatsen
Het nationaal instituut voor de statistiek, Stats SA, deelt sinds de census 2011 deze hoofdplaats in in 5 zogenaamde subplaatsen (sub place), waarvan Louwville en Witteklip de grootste zijn.